# Джулиано да Сангало
Джулиано да Сангало (на италиански: Giuliano da Sangallo; Giuliano Giamberti da Sangallo) е италиански скулптор, архитект и военен инженер от XV – XVI век по времето на Ренесанса.

## Биография

### Произход
Роден е около 1445 г. във Флоренция, Италия. Произлиза от прочутата фамилия от архитекти Да Сангало. Той е син на архитект Франческо Гиамберти (1405 – 1480), който служи на Козимо де Медичи. Брат му е архитектът Антонио да Сангало Стари (1455 – 1534), с когото често работи. Архитектът Антонио да Сангало Млади (1484 – 1546) е негов племенник, който през 1503 г. го последва в Рим. Племенникът му Бастиано да Сангало (1481 – 1551) е архитект и художник. Джулиано е баща на скулптора Франческо да Сангало (1494 – 1576).
Умира през 1516 г. в Рим на 71-годишна възраст.

### Творчество
- 1480 – 1485 г. – създава за Лоренцо де Медичи „Вила на Медичите в Поджо а Каяно.
- 1484 – 1495 г. – създава църквата „Санта Мария деле Карчери“ в Прато.
- От 1489 г. – заедно със С. Кронака създава „Палацо Строци“.
- 1490 – 1494 г. – строи „Палацо Гонди“ на Пиаца Сан Фирензе във Флоренция.
- 1501 г. – изрисува за Джулиано Гонди „Палацо Гонди“, централната резиденция на фамилията на фамилията Гонди във Флоренция.
- По времето на папа Юлий II напуска Рим и отива във Флоренция, където построява укрепленията на Остия.
- Напуска Рим и строи цитаделата на Пиза.
- По времето на папа Лъв X през 1514 г. в Рим той строи фасадата на църквата „Санта Мария дел Анима“.
- 1514 – 1515 г. е строителен ръководител на църквата „Свети Петър“ в Рим.